# Uroleucon eoessigi
Uroleucon eoessigi är en insektsart som först beskrevs av Frank Hall Knowlton 1947.  Uroleucon eoessigi ingår i släktet Uroleucon och familjen långrörsbladlöss. Inga underarter finns listade i Catalogue of Life.